# Pierre Rameau
Pierre Rameau (1674 – 1748) è stato un coreografo francese.
Figlio di Georges Rameau, apprezzato ballerino, fu maestro dei paggi della regina di Spagna Elisabetta Farnese. La sua fama è dovuta al trattato Le maître à danser (1725, tradotto in inglese da John Essex nel 1728), manuale tra i più celebri del XVIII secolo per la descrizione delle danze in uso all'epoca tramite il sistema di notazione della danza cosiddetto "Beauchamp-Feuillet".